# Hyalopontius enormis
Hyalopontius enormis är en kräftdjursart som beskrevs av Geoffrey Allen Boxshall 1979. Hyalopontius enormis ingår i släktet Hyalopontius och familjen Megapontiidae. Inga underarter finns listade i Catalogue of Life.